# Sidi Boushab
Sidi Boushab (en àrab سيدي بوسحاب, Sīdī Būsḥāb; en amazic ⵙⵉⴷⵉ ⴱⵓⵙⵃⴰⴱ) és una comuna rural de la província de Chtouka-Aït Baha, a la regió de Souss-Massa, al Marroc. Segons el cens de 2014 tenia una població total de 9.488 persones.